# Anatolij Šul'ženko
Anatolij Oleksijovyč Šul'ženko (in ucraino Анатолій Олексійович Шульженко?; in russo Анатолий Алексеевич Шульженко?, Anatolij Alekseevič Šul'ženko; Vorošilovgrad, 17 febbraio 1945 – Luhans'k, 8 luglio 1997) è stato un calciatore sovietico dal 1991 ucraino, di ruolo difensore.

## Carriera

### Club
Durante la sua carriera ha giocato solo con lo Zorja, raggiungendo 138 presenze e segnando una rete.

### Nazionale
Il 28 aprile 1971 ha preso parte alla partita URSS-Bulgaria.

## Palmarès
- Campionato sovietico: 1

Zorja Vorošilovgrad: 1972